# Flex-Able
| 전문가 평가  | 전문가 평가 |
| 평가 점수    | 평가 점수   |
| 출처         | 점수        |
| ------------ | ----------- |
| Allmusic     | [ 1 ]       |
| Classic Rock | [ 2 ]       |

《Flex-Able》은 미국의 기타리스트 스티브 바이의 데뷔 스튜디오 음반이다. 이 음반은 솔로 아티스트로서 그의 첫 번째였고, 바이의 오래된 뒷정원에 있는 스튜디오로 개조된 헛간인 스투코 블루에서 만들어졌다. 이 음반은 그의 다른 음반들과 매우 다르며, 프랭크 자파의 영향을 많이 받았다. 

## 배경
《Flex-Able》은 1990년대 이후 그가 발표한 나머지 곡들만큼 엄청난 기타 편곡과 순간 분쇄에 의존하지 않는다. 단, '스투코 블루'에서의 그의 세션의 보너스 트랙과 리마스터즈의 모음인 《Leftovers》는 예외이다.
《기타 월드》 2009년 5월호 표지에는 휘어지는 기타넥 등 음반 커버와 비슷한 포즈를 취한 바이의 사진이 실려 있다.

## 곡 목록
모든 곡들은 스티브 바이에 의해 작곡하였다.
| #  | 제목                       | 재생 시간 |
| -- | -------------------------- | --------- |
| 1. | 〈Little Green Men〉       | 5:39      |
| 2. | 〈Viv Woman〉              | 3:09      |
| 3. | 〈Lovers Are Crazy〉       | 5:39      |
| 4. | 〈Salamanders in the Sun〉 | 2:26      |
| 5. | 〈The Boy/Girl Song〉      | 4:02      |

| #  | 제목                               | 재생 시간 |
| -- | ---------------------------------- | --------- |
| 1. | 〈The Attitude Song〉              | 3:23      |
| 2. | 〈Call It Sleep〉                  | 5:09      |
| 3. | 〈Junkie〉                         | 7:23      |
| 4. | 〈Bill's Private Parts〉           | 0:16      |
| 5. | 〈Next Stop Earth〉                | 0:34      |
| 6. | 〈There's Something Dead in Here〉 | 3:46      |